# Kahala (Kuusalu)
Pour les articles homonymes, voir Kahala.
Kahala est un village de la paroisse de Kuusalu dans le nord de la région de Harju en Estonie. Le village a 117 habitants(01/01/2012) .